# Centennial Light
Bóng đèn Bách niên hay Centennial Light là bóng đèn có tuổi thọ lâu nhất thế giới, nó bắt đầu cháy sáng từ năm 1901 và hầu như không bao giờ tắt. Nó nằm ở vị trí số 4550 East Avenue, Livermore, California, và được duy trì bởi Sở Cứu hỏa Livermore-Pleasanton. Bởi tuổi thọ lâu đời của nó, bóng đèn này đã được ghi nhận bởi Sách Kỷ lục Guinness Thế giới, Ripley's Believe It or Not! và General Electric.

## Lịch sử
Centennial Light ban đầu là một bóng đèn với công suất chiếu sáng 30 watt (hoặc 60 watt), nhưng bây giờ ánh sáng phát ra rất mờ, chỉ tương đương với bóng đèn ngủ công suất 4 watt. Bóng đèn dây tóc carbon loại thường được thổi bằng tay này được phát minh bởi Adolphe Chaillet, một kỹ sư người Pháp, người đã nộp bằng sáng chế cho công nghệ này. Nó được sản xuất tại Shelby, Ohio, bởi Công ty Shelby Electric vào cuối những năm 1890; nhiều bóng đèn khác giống như nó vẫn còn tồn tại và có thể được tìm thấy đang hoạt động. Theo Zylpha Bernal Beck, bóng đèn này được cha cô, Dennis Bernal, tặng cho Sở Cứu hỏa vào năm 1901. Bernal sở hữu Công ty Điện và Nước Livermore, và đã tặng bóng đèn cho trạm cứu hỏa khi ông bán công ty. Câu chuyện đó đã được ủng hộ bởi các tình nguyện viên lính cứu hỏa của thời đại đó.
Các bằng chứng cho thấy bóng đèn đã được treo ở ít nhất bốn vị trí. Ban đầu nó được treo vào năm 1901 trong một nhà xe kéo trên đường L, sau đó được chuyển đến một nhà để xe ở trung tâm thành phố Livermore do sở cảnh sát và cứu hỏa sử dụng. Khi sở cứu hỏa hợp nhất, nó lại được chuyển đến Tòa thị chính mới được xây dựng, nơi đặt đơn vị mới được hợp nhất. 
Tuổi thọ bất thường của nó lần đầu tiên được chú ý vào năm 1972 bởi phóng viên Mike Dunstan. Sau nhiều tuần phỏng vấn những người đã sống cả đời tại Livermore, ông đã viết bài "Bóng đèn có thể là già nhất thế giới" ("Light Bulb May Be World's Oldest"), đăng trên tờ Tri-Valley Herald. Dunstan đã liên hệ với Sách Kỷ lục Guinness Thế giới, Ripley's Believe It or Not, và General Electric, những nơi đều xác nhận đây là bóng đèn có tuổi thọ cao nhất được biết đến. Bài báo đã thu hút sự chú ý của biên tập viên Charles Kuralt của chương trình On the Road with Charles Kuralt trên CBS-TV.
Phó Giám đốc Phòng cháy chữa cháy đã nghỉ hưu Tom Bramell đã viết một tiểu sử về chiếc bóng đèn. Nó có tiêu đề "Một triệu giờ phục vụ" ("A Million Hours of Service").

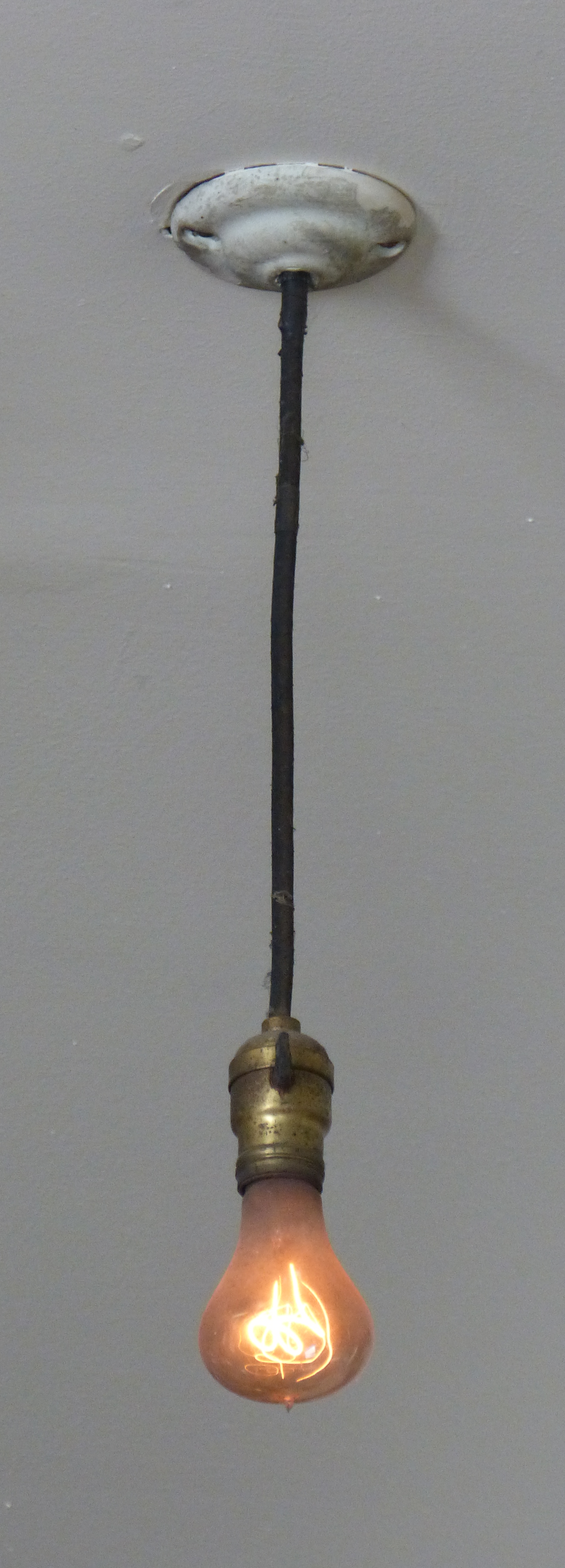
Bóng đèn trần treo ở Trạm cứu hỏa số 6, nơi bóng đèn này được lắp đặt.

Năm 1976, sở cứu hỏa chuyển đến Trạm cứu hỏa số 6 cùng bóng đèn này; dây của ổ cắm bóng đèn đã bị cắt đứt vì sợ rằng việc tháo lắp có thể làm hỏng bóng đèn. Nó chỉ bị ngắt điện trong 22 phút trong quá trình chuyển giao, được vận chuyển trong một chiếc hộp được thiết kế đặc biệt và được xe cứu hoả hộ tống toàn bộ. Một thợ điện đã có mặt để lắp bóng đèn vào máy phát điện khẩn cấp của trạm cứu hỏa mới. Ripley's Believe It Or Not cho rằng độ trễ ngắn sẽ không làm thất bại kỷ lục cháy liên tục của bóng đèn. Kể từ lần di chuyển đó, bóng đèn này đã chạy liên tục với một bộ lưu điện; trước đây nó chỉ bị ngắt điện trong một thời gian ngắn (ví dụ như một tuần vào năm 1937 để sửa chữa vài lần mất điện nhỏ lẻ). Năm 2001, sinh nhật lần thứ 100 của bóng đèn này được tổ chức bằng tiệc nướng cộng đồng và nhạc biểu diễn trực tiếp.
Vào tối ngày 20 tháng 5 năm 2013, công chúng đã chứng kiến, thông qua một webcam chuyên dụng, bóng đèn dường như đã bị cháy. Sáng hôm sau, một thợ điện đã được gọi đến để xác nhận tình trạng của nó. Người ta xác định rằng bóng đèn không hề bị cháy khi bỏ qua nguồn điện chuyên dụng, sử dụng dây nối dài. Nguồn điện được phát hiện là đã bị hỏng. Khoảng 9 giờ 45 phút đã trôi qua trước khi ánh sáng được tái lập.
Bóng đèn được chăm sóc bởi Ủy ban Bóng đèn Centennial Light, sự hợp tác của Sở Cứu hỏa Livermore-Pleasanton, Hiệp hội Di sản Livermore, Phòng thí nghiệm Quốc gia Lawrence Livermore và Phòng thí nghiệm Quốc gia Sandia. Sở Cứu hỏa Livermore-Pleasanton có kế hoạch lưu giữ và bảo dưỡng bóng đèn trong suốt thời gian tồn tại còn lại của nó, bất kể độ dài bao lâu. Khi bóng đèn ra mắt, họ không có kế hoạch gì cho nó, mặc dù Ripley's Believe it or Not! đã gửi yêu cầu lưu giữ bóng đèn trong bảo tàng của họ.

Bóng đèn Bách niên Centennial trong trạm cứu hỏa số 6

## Công khai
Bóng đèn chính thức được ghi vào Sách kỷ lục Guinness Thế giới là "bóng đèn bền nhất" vào năm 1972, thay thế một bóng đèn khác ở Fort Worth, Texas. Bóng đèn đã được liệt kê trong sách cho 16 lần xuất bản tiếp theo. Nó không được liệt kê trong giai đoạn 1988–2006 mà không có lý do, trước khi quay trở lại vào năm 2007.
Theo cảnh sát trưởng, cứ sau vài tháng, một tờ báo sẽ đăng một câu chuyện về bóng đèn, thu hút du khách và sự quan tâm đại chúng, sau đó sức hút sẽ chìm dần sau một thời gian. Hàng chục tạp chí và báo đã đăng các bài báo về bóng đèn. Bóng đèn đã được nhiều kênh tin tức ở Hoa Kỳ, bao gồm NBC, ABC, Fox, CBS, WB, CNN và NPR ghé thăm và giới thiệu. Bóng đèn đã nhận được thư công nhận và chúc mừng tuổi thọ của nó từ thành phố Shelby, Ohio, Hội đồng Giám sát Hạt Alameda, Hạ viện Bang California, Thượng viện Bang California, Dân biểu Ellen Tauscher, Thượng nghị sĩ Barbara Boxer, và Tổng thống George W. Bush. Bóng đèn được giới thiệu trong một tập của MythBusters vào ngày 13 tháng 12 năm 2006,  trong bộ phim tài liệu Livermore của PBS và trong một tập của California's Gold với Huell Howser, trong một tập 99% Invisible, trong loạt chương trình chiếu trên web 17776, và của nhà làm phim tài liệu Roberto Serrini trong loạt chương trình chiếu trên web TravelClast.

## Tham khảo
1. 1 2  "Century Light Bulb". National Public Radio. ngày 10 tháng 6 năm 2001. Truy cập ngày 15 tháng 1 năm 2007.
2. ↑  Longest burning light bulb, Guinness World Records.
3. ↑  "The Little Bulb That Could... and Does", VIA, Bản gốc (bài báo) lưu trữ ngày 30 tháng 5 năm 2012, truy cập ngày 27 tháng 1 năm 2007.
4. 1 2  Benca, Jeanine (ngày 6 tháng 2 năm 2011), "Tests shine light on the secret of the Livermore light bulb", Contra Costa Times
5. 1 2 3 4 5 6  "Facts". Livermore: Centennial Light. Truy cập ngày 20 tháng 1 năm 2007.
6. ↑  "Centennial bulb", USA Today, ngày 2 tháng 4 năm 2003, truy cập ngày 27 tháng 1 năm 2007
7. ↑  Chaillet, Adolphe Alexandre (ngày 24 tháng 6 năm 2017), Patent US625321A.A. CHAILLET. Socket for incandescent lamps, Google Patent, truy cập ngày 3 tháng 1 năm 2021
8. ↑  Steve's Shelby Collection, Centennial Bulb, truy cập ngày 20 tháng 1 năm 2007.
9. 1 2  "Light Bulb May Be World's Oldest". Centennial Bulb. Truy cập ngày 14 tháng 10 năm 2009.
10. ↑  Livermore timeline, Public Broadcasting Service, Bản gốc lưu trữ ngày 9 tháng 12 năm 2003, truy cập ngày 14 tháng 6 năm 2021.
11. ↑  https://www.centennialbulb.org/campics.htm
12. ↑  Guinness page, Centennial Bulb.
13. 1 2  "Articles". Livermore: Centennial Light.
14. ↑  "Eternal Light Bulb". Vanderbilt Television News Archive. CBS Evening News. ngày 23 tháng 3 năm 1972.
15. ↑  "Proclamation: Livermore/Pleasanton California Centennial Light" (JPEG). City of Shelby. ngày 6 tháng 6 năm 2001. Truy cập ngày 15 tháng 1 năm 2007.
16. ↑  "Resolution: Congratulations Livermore's Centennial Light, 1901–2001" (JPEG). Board of Supervisors, County of Alameda, State of California. ngày 8 tháng 6 năm 2001. Truy cập ngày 15 tháng 1 năm 2007.
17. ↑  "Certificate of Recognition" (JPEG). California State Assembly. Truy cập ngày 15 tháng 1 năm 2007.
18. ↑  "Certificate of Recognition" (JPEG). State of California Senate. ngày 8 tháng 6 năm 2001. Truy cập ngày 15 tháng 1 năm 2007.
19. ↑  Ellen O. Tauscher (ngày 8 tháng 6 năm 2001). "Letter of congratulations" (JPEG). Truy cập ngày 15 tháng 1 năm 2007.
20. ↑  Barbara Boxer (ngày 8 tháng 6 năm 2001). "Letter of congratulations" (JPEG). Truy cập ngày 15 tháng 1 năm 2007.
21. ↑  George W. Bush (ngày 1 tháng 6 năm 2001). "Letter from the President" (JPEG). Truy cập ngày 15 tháng 1 năm 2007.
22. ↑  "Mythbusters Interview". Livermore's Centennial Light.
23. ↑  Mythbusters episode guide, Discovery Channel, Bản gốc lưu trữ ngày 23 tháng 8 năm 2009, truy cập ngày 18 tháng 12 năm 2006.
24. ↑  "Visit by Huell Howsers Cal Gold". www.centennialbulb.org. Truy cập ngày 29 tháng 10 năm 2020.
25. ↑  "99% Invisible Episode 144: There Is a Light That Never Goes Out".
26. ↑  "17776 Chapter 17: No no no no no no. (Video)".
27. ↑  "17776 Chapter 18: Livermore, California".
28. ↑  "CineClast: The World's Oldest Running Lightbulb (Video)".
29. ↑  "KenyaTalk: World's longest running lightbulb".